# Loíza
Loíza è una città di Porto Rico situata sulla costa nord-orientale dell'isola. L'area comunale confina a est con Río Grande, a sud con Canóvanas e a ovest con Carolina. È bagnata a nord dalle acque dell'oceano Atlantico. Il comune, che fu fondato nel 1719, oggi conta una popolazione di oltre 30 000 abitanti ed è suddiviso in 6 circoscrizioni (barrios).